# Samuel Deduno
Samuel Deduno Lake (né le 2 juillet 1983 à La Romana, République dominicaine) est un lanceur droitier de baseball qui a évolué en Ligue majeure de baseball de 2010 à 2015.

## Carrière
Samuel Deduno signe en 2003 un contrat avec les Rockies du Colorado.
Ce lanceur utilisé comme partant dans les ligues mineures fait ses débuts dans les majeures par une courte présence en relève pour les Rockies le 27 août 2010.
En janvier 2011, Deduno est soumis au ballottage par les Rockies et réclamé par les Padres de San Diego. Il ne lance que trois manches en deux parties pour San Diego.
Il signe en novembre 2011 un contrat des ligues mineures avec les Twins du Minnesota. Il évolue pour les Twins jusqu'en 2014. En 279 manches lancées sur 3 ans avec Minnesota, il présente une moyenne de points mérités de 4,26 en 41 départs et 22 présences en relève, avec 16 victoires, 18 défaites et 198 retraits sur des prises.
Le 30 août 2014, Deduno est réclamé au ballottage par les Astros de Houston.
En février 2016, il signe un contrat des ligues mineures avec les Orioles de Baltimore.